# Hugh Stott Taylor
"Hugh Stott Taylor" FRS (6 de fevereiro de 1890 — 17 de abril de 1974) foi um químico inglês especializado principalmente na catálise. Em 1925, em um marco histórico para a teoria catalítica, Taylor sugeriu que uma reação química catalisada não é catalisada por toda a superfície sólida do catalisador, mas apenas em determinados centros ou "locais de atrito".
Foi eleito Membro da Royal Society maio 1932, e agraciado com a Medalha Franklin de 1957.
Taylor morreu em 24 de abril de 1974, em Princeton, Nova Jérsey.